# Carl Ludwig Willdenow
Carl Ludwig Willdenow (Berlino, 22 agosto 1765 – Berlino, 10 luglio 1812) è stato un botanico, farmacista e micologo tedesco.
Dopo un apprendistato da farmacista studiò medicina e botanica presso l'università di Halle e ottenne nel 1789 il titolo di Dr. med. Lavorò come farmacista a Berlino. Nel 1789 divenne professore di storia naturale presso il Collegium medico-chirurgicum, nel 1801 membro dell'accademia delle scienze e professore di botanica presso la neo-fondata università di Berlino.
Dal 1811 lavorò a Parigi analizzando le piante trovate da Alexander von Humboldt in Sudamerica.
A causa di una malattia tornò a Berlino dove morì. 
Willdenow era uno dei più famosi biologi sistematici e viene considerato tra i fondatori della dendrologia.

## Scritti
- Florae Berolinensis prodromus (1787)
- Etwas ueber die Entstehung der Pilze (1792) in  Annals of Botany 3 pp. 58 - 65
- Linnaei species plantarum (1798-1826, 6 Bde.)
- Enumeratio plantarum horti regii botanici Berolinensis (1809)
- Hortus Berolinensis (1816)

## Specie di funghi identificati
- Bjerkandera adusta (Willdenow: Fries) Karsten

## Generi di funghi identificati
- Peltigera Willdenow
- Poronia Willdenow: Fries